# Wellse Heide
De Wellse Heide (ook: Wellsche Heide) is een natuurgebied ten oosten van Well en ten noorden van Wellerlooi.
Het gebied, dat onderdeel uitmaakt van Nationaal Park De Maasduinen, is deels eigendom van de gemeente Bergen en deels van Het Limburgs Landschap.
Het deel dat eigendom van Het Limburgs Landschap is, heet Rode Hoek. Dit bedraagt 137 ha. Het gemeentelijk gebied -enkele honderden ha- ligt daar ten noordwesten van, en dit sluit aan op de Bosserheide, terwijl in het zuidoosten aansluiting wordt gevonden bij Landgoed De Hamert.
De Wellse Heide is gelegen op de rivierduingordel. Het gebied is tegenwoordig voornamelijk beplant met grove den ten behoeve van de mijnhoutproductie. Dit geschiedde in de eerste decennia van de 20e eeuw.Een kleiner areaal eiken-berkenbos leverde hakhout. Dit is tevens het oudste bosdeel, het naaldhout is hoogstens 80 jaar oud. Ook werd het gebied als jachtgebied gebruikt. Vanaf 1977 werden delen van het gebied door Het Limburgs Landschap aangekocht.
Het gebied kent nog heiderestanten, stuifzandrelicten en nog een klein gebied vochtige heide en eiken- berkenbestand en vochtig berkenbroekbos. In het open dennenbos leeft de hazelworm. Op een smalle graslandstrook groeit slangenkruid en rapunzelklokje. Ten westen van de Provinciale weg 271 ligt een oude Maasmeander, waar in het rietland de kleine karekiet, de rietgors en de waterral te vinden zijn.